# Abia
Abia (gr. Ἀβία) – postać w mitologii greckiej.
Była opiekunką Hyllosa, syna Heraklesa i Dejaniry. Wybudowała świątynię Heraklesa w Ire (obecnie Eyra) w Messeni. Heraklida Kresfontes odwdzięczył się jej za to między innymi zmieniając nazwę miasta z Ire na Abia.